# Leah Namugerwa
Leah Namugerwa (nascida em 2004) é uma jovem activista climática no Uganda. Ela é conhecida por liderar campanhas de plantação de árvores e por iniciar uma petição para fazer cumprir a proibição dos sacos de plástico no Uganda.  Seguindo a inspiração de Greta Thunberg, ela começou a apoiar greves escolares em fevereiro de 2019 com Sadrach Nirere, organizador do Fridays for Future no Uganda.
Namugerwa falou no Fórum Urbano Mundial em 2020 e foi um jovem delegado na COP25. O seu tio, Tim Mugerwa, também é um proeminente ambientalista no Uganda. Leah Namugerwas é membro da Igreja Anglicana do Uganda.